# Manoir du Traou
Le manoir du Traou est un édifice situé à Le Merzer, en France.

## Localisation
Le manoir est situé sur le territoire de la commune de Le Merzer, dans le département  des Côtes-d'Armor, en région Bretagne.

## Description
Le manoir a été construit en plusieurs étapes. Les deux tours d'escalier sont plus anciennes que les bâtiments d'habitation qui paraissent appartenir au XVIIIe siècle. La disposition générale du plan est une variante originale du plan type des manoirs bretons du XVIe siècle, avec la traditionnelle tourelle d'escalier en milieu de façade, entre les deux pièces principales, et les deux autres escaliers constituant la jonction avec les ailes dont celle de gauche est la seule conservée. Toutes les pièces ont conservés leurs cheminées.

## Historique
Le manoir est inscrit au titre des monuments historiques par arrêté du 22 février 1926.